# Andris Bērziņš (1951)
Andris Bērziņš (* 4. srpna 1951, Riga) je lotyšský politik. V letech 2000-2002 byl premiérem Lotyšska, 1993-1994 ministrem práce, 1994-1995 ministrem blahobytu. V letech 1997-2000 byl starostou Rigy. Je představitelem středopravicové liberální strany Lotyšská cesta (Latvijas Ceļš).